# 干拓臨時乘降場

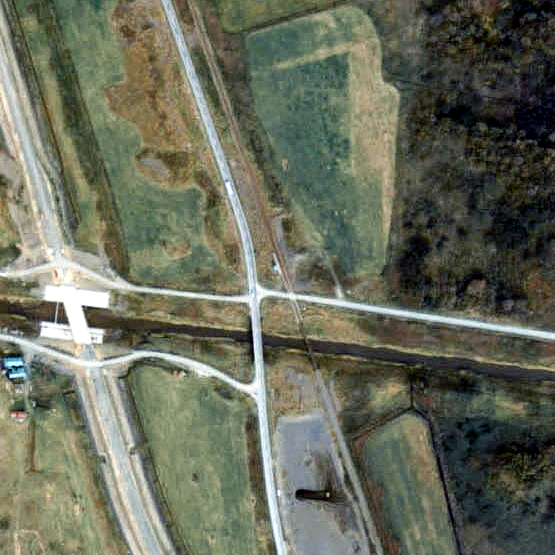
1977年的干拓臨時乘降場與方圓約500米範圍。上方為幌延方向。在靠近羽幌一方設有水路狀的常綱內川。左邊是國道232號的舊道與建設中的新道。在可容納1卡的短月台旁邊設有藍色屋頂的候車室。周邊為奶農地帶，沒有民居。

干拓臨時乘降場（日语：／ Kantaku karijōkō-ba */?）是位於北海道天鹽郡天鹽町字更岸，日本國有鐵道（國鐵）的羽幌線臨時乘降場（廢站）。隨著羽幌線廢線，臨時乘降場在1987年（昭和62年）3月30日廢除。

## 歷史
- 1955年（昭和30年）12月2日 - 日本國有鐵道（國鐵）天鹽線開設干拓臨利乘降場（由局（日语：鉄道管理局）設定）啟用[1]。
- 1958年（昭和33年）10月18日 - 天鹽線編入羽幌線，羽幌線全線開通，成為羽幌線的臨時乘降場。
- 1987年（昭和62年）3月30日 - 羽幌線全線廢除，此臨時乘降場也廢除[1]。

## 車站構造
截至車站廢除前，車站是一座地面車站，設有1面1線的單式月台。月台位於路軌的西邊（前往幌延方向的列車會開啟左邊車門）。在月台上設有候車室，沒有車站大樓。

## 站名的由來
「干拓」在日文的意思是「開墾」，據說「從前，該處開墾了一片沼澤」因而得名。

## 車站周邊
- 國道232號（日语：国道232号）（天賣國道/日本海奧羅龍線（日语：日本海オロロンライン））
- 常綱內川

## 現況
截至2001年（平成13年），沒有遺留任何跡痕蹟。
此外，截至2001年（平成13年），此臨時乘降場附近設有常綱內川，混凝土的橋柱還存在。截至2010年（平成22年）也是同樣。

## 相鄰車站
日本國有鐵道
羽幌線
更岸－干拓臨時乘降場－天鹽

## 注腳
1. 1 2 3  太田幸夫.  1. 札幌市: 富士コンテム. 2004-02-29: 176. ISBN 4-89391-549-5 （日语）.
2. ↑  工藤裕之. . 北海道新聞社. 2011-12: 71. ISBN 978-4894536197 （日语）.
3. 1 2  宮脇俊三（日语：宮脇俊三） (编). . JTB Can Books. JTB出版. 2001-7: 38. ISBN 978-4533039072 （日语）.
4. ↑  今尾惠介 (编). . JTB出版. 2010-3: 46. ISBN 978-4533078583 （日语）.

## 外部連結
- 羽幌線廢線跡調査 （页面存档备份，存于）（日語）